# خط عرض 52° جنوب
خط عرض 52° جنوب هي إحدى دوائر العرض الجغرافية، وهي دوائر وهمية تحيط بالكرة الأرضية، وموازية لخط الاستواء، وتتميز هذه الدائرة بأن الأراضي الواقعة عليها تنتمي للمنطقة المعتدلة الباردة.

## حول العالم
خط عرض 52° جنوب يبدأ من خط الزوال الأولي ويتجه شرقا ويمر عبر:
| الإحداثيات                          | البلد أو الإقليم أو البحر | ملاحظات                                                |
| ----------------------------------- | ------------------------- | ------------------------------------------------------ |
| 52°0′S 0°0′E / 52.000°S 0.000°E     | المحيط الأطلسي            |                                                        |
| 52°0′S 20°0′E / 52.000°S 20.000°E   | المحيط الهندي             |                                                        |
| 52°0′S 147°0′E / 52.000°S 147.000°E | المحيط الهادئ             |                                                        |
| 52°0′S 75°4′W / 52.000°S 75.067°W   | تشيلي                     | Patagonic Archipelago و mainland                       |
| 52°0′S 71°55′W / 52.000°S 71.917°W  | الأرجنتين / تشيلي border  |                                                        |
| 52°0′S 70°0′W / 52.000°S 70.000°W   | الأرجنتين                 |                                                        |
| 52°0′S 68°42′W / 52.000°S 68.700°W  | المحيط الأطلسي            |                                                        |
| 52°0′S 60°57′W / 52.000°S 60.950°W  | جزر فوكلاند               | Dyke Island وجزيرة فوكلاند الغربية (تملكه الأرجنتين)   |
| 52°0′S 59°57′W / 52.000°S 59.950°W  | مضيق فوكلاند              |                                                        |
| 52°0′S 59°35′W / 52.000°S 59.583°W  | جزر فوكلاند               | جزيرة فوكلاند الشرقية وLively Island (تملكه الأرجنتين) |
| 52°0′S 58°21′W / 52.000°S 58.350°W  | المحيط الأطلسي            |                                                        |